# Černý čaj

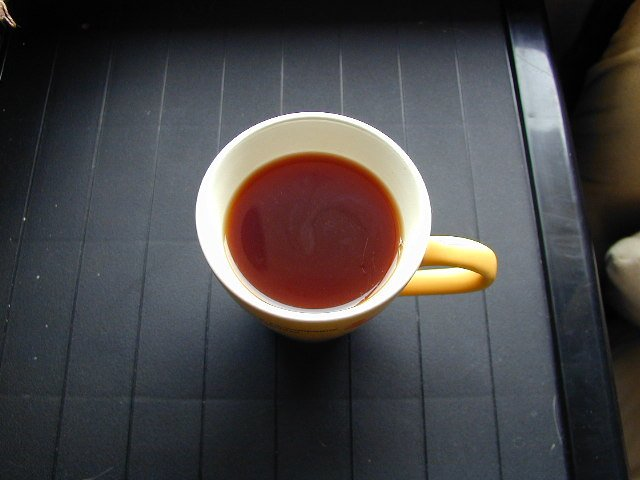
Černý čaj

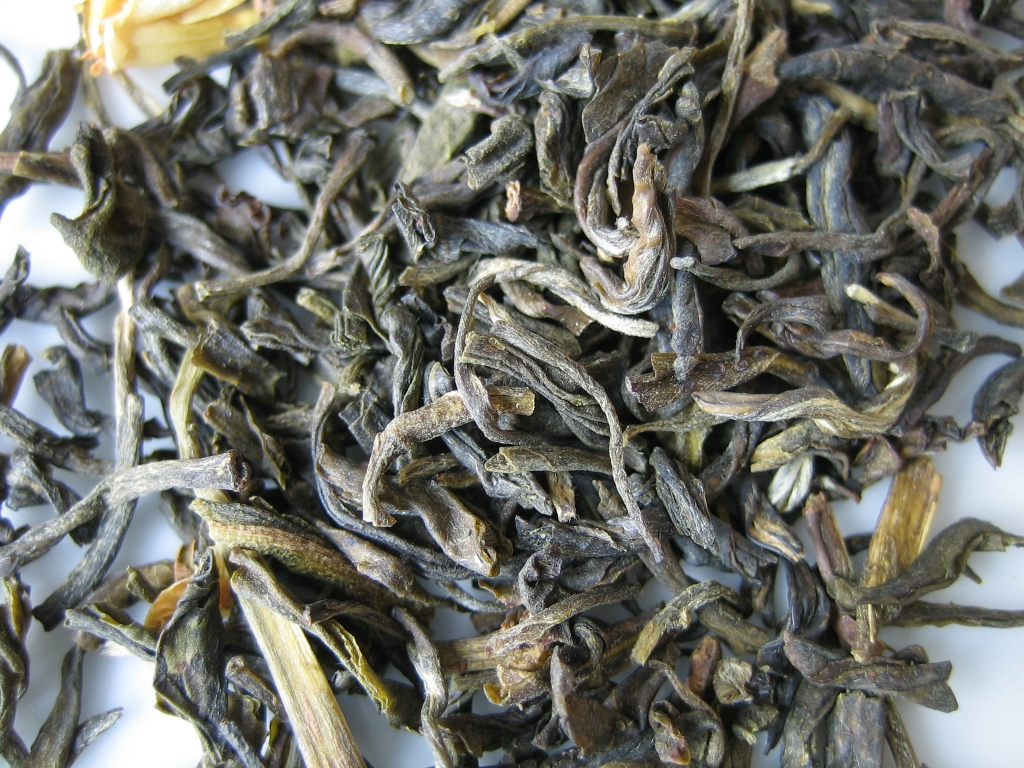
Sušené lístky černého čaje

Černý čaj je čaj, který prochází delší oxidací (v čajovém průmyslu se používá název „fermentace“) než zelený čaj, oolong (polozelený) nebo bílý čaj. Ale všechny tyto typy jsou vyráběny z lístků Camellia sinensis. Černý čaj má silnější vůni než ostatní méně oxidované čaje.
Ve východní Asii je černý čaj známý pod názvem červený čaj (čínsky 紅茶, hóngchá; japonsky 紅茶, kóča; korejsky 홍차, hongcha), který více vystihuje barvu čaje. Pod názvem černý čaj se v Číně spíše setkáme s tradičním puerhem. Tím se Čína liší od západního světa, kde se „červeným čajem“ rozumí spíše jihoafrický rooibos.
Zatímco zelený čaj ztrácí většinou své aroma během jednoho roku, černý čaj si udrží svou vůni po několik let. To byl také důvod, proč byl dlouho využíván v obchodu a v Mongolsku, Tibetu a na Sibiři byl až do devatenáctého století využíván jako měna. Od doby dynastie Tchang byl černý čaj namočený v horké vodě používán jako barvivo na látku pro nižší třídu obyvatelstva, která si nemohla dovolit kvalitnější barvy na oblečení. Černý čaj byl jediný čaj známý západnímu světu. Ačkoliv popularita zeleného čaje postupně roste, černý čaj stále zaujímá více než devadesát procent čaje prodaného na Západě.

## Výroba černého čaje
1. Po sklizni se listy nejprve nechají zavadnout pomocí proudění vzduchu.
2. Poté se černé čaje zpracovávají jednou z následujících cest. CTC (drcení, řezání, stočení) je metoda používaná pro čajové listy nižší kvality, které končí v čajových sáčcích a je prováděna strojově. Klasické zpracování je prováděno jak mechanicky, tak ručně. Používá se pro čaje vyšší kvality. Listy zůstávají vcelku a přesný postup se liší podle druhu čaje.
3. Dále se nechají čajové listy za kontrolované teploty a vlhkosti oxidovat. Úroveň oxidace určuje kvalitu čaje.
4. Poté jsou listy usušeny, aby se zabránilo další oxidaci.
5. Nakonec jsou listy roztříděny do tříd podle svojí velikosti (celé listy, zlomené a prach). Rozdělení se obvykle provádí pomocí sít. Čaj může být poté dále tříděn podle dalších kritérií.

Čaj je poté připraven k balení.

## Kvetoucí černý čaj

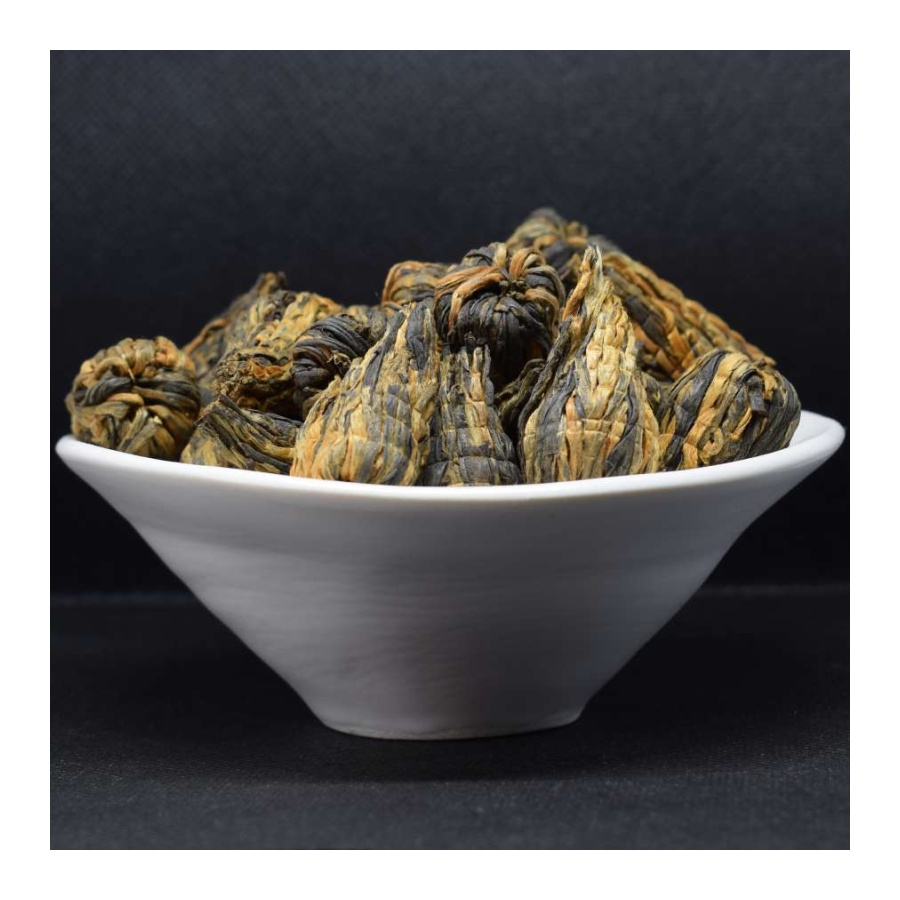
Kvetoucí černý čaj z Junnanu v Číně

Zpracování probíhá stejně jako u klasického černého čaje, jen se listy před sušením svážou do kuželu nebo koule. Tento postup zpracování probíhá ručně. 
Po zaschnutí listů si čaj tento tvar zachová, ale jakmile ho ponoříte do vody, listy se otevřou a vytvoří květ. 

## Některé druhy výrobků
- Assam
- Ceylonský čaj
- Darjeeling
- Earl Grey
- English Breakfast
- Chá Gorreana
- Lapsang souchong
- Nilgiri
- Sikkim
- Turecký čaj